# 维梅尔卡泰
维梅尔卡泰（義大利語：Vimercate），是意大利蒙萨和布里安萨省的一个市镇。总面积20平方公里，人口25643人，人口密度1282.2人/平方公里（2009年）。ISTAT代码为015241。